# Peter Fill
Pour les articles homonymes, voir Fill.
Peter Fill, né le 12 novembre 1982 à Bressanone, est un skieur alpin italien spécialiste des épreuves de vitesse. Il devient en 2016 le premier skieur italien à remporter la Coupe du monde de descente. Il conserve le trophée en 2017, en multipliant les podiums, mais sans toutefois remporter une victoire dans la discipline. La saison suivante, il remporte la Coupe du monde du combiné alpin, le troisième petit globe de cristal de sa carrière.
Au cours de sa carrière, il a participé à trois Jeux olympiques d'hiver où sa meilleure performance est une septième place en descente à Sotchi en 2014, à sept Championnats du monde où il remporte une médaille d'argent en super G en 2009 et celle de bronze en 2011 en combiné, enfin il participe depuis 2001 à la Coupe du monde où il compte trois victoires en descente pour vingt-deux podiums. Auparavant, il a été champion du monde junior de super G en 2002 et y a conquis une médaille de bronze en géant en 2001.

## Biographie
(Avril 2019).
Originaire de Castelrotto, très tôt mis sur des skis à l'âge de trois ans par ses parents Alois et Luzia, Peter a deux sœurs Bettina et Sara et son oncle Norbert Rier est le chanteur du groupe Kastelruther Spatzen (groupe musical folklorique en langue allemande), son enfance est tournée autour du ski alpin rejoignant le centre d'entraînement de Schlerngebiet où son oncle Arnold y est entraîneur. Il participe à sa première FIS Race le 10 décembre 1997 lors de la descente de Piancavallo où il termine à la 100e place puis à sa première épreuve de Coupe d'Europe la saison suivante le 20 janvier 1999 avec une descente à Falcade où il abandonne. En 2000, il prend part à ses premiers Championnats du monde junior, s'alignant dans les quatre disciplines (descente, slalom, géant et super G) où sa meilleure performance est une 7e place en descente.
Lors de la saison 2000, il dispute plus de courses de Coupe d'Europe et remporte sa première médaille aux Championnats du monde junior 2001 avec du bronze en slalom géant à Verbier. En 2001, ses bons résultats en Coupe d'Europe (victoire à la descente de Saint-Moritz laisse présager de grands mondiaux juniors qui se déroulent en Italie à Tarvisio, c'est en effet le cas avec le titre de champion du monde junior de super G devant Peter Struger et un certain Aksel Lund Svindal. Il participe quelques semaines après à sa première course de Coupe du monde avec le super G d'Altenmarkt où il prend une 12e place.
Lors de la saison 2003, il fait partie l'équipe italienne de Coupe du monde et participent aux cinq disciplines. Il réussit son premier top 10 à 20 ans lors du géant de Val d'Isère avec une 6e place le 15 décembre 2002. Il est sélectionné pour ses premiers Championnats du monde dans les disciplines de super G, combiné, descente et slalom mais pas en géant où l'Italie compte sur Arnold Rieder, Alberto Schieppati, Massimiliano Blardone et Davide Simoncelli. Il abandonne en super G, réussit son meilleur résultat en combiné avec une 11e place derrière son compatriote Giorgio Rocca (8e), fait une 20e place en descente et sort en slalom. Il termine l'année à la 65e place du classement général.
Lors de la saison 2004, il rate de peu un podium en Coupe du monde avec une 4e place en super G à Vail à 8 centièmes du troisième Hans Knauss. Il fait un second top 10 avec une 9e place au combiné de Kitzbühel. À la fin de la saison, il devient champion d'Italie du géant et termine à la 40e place du classement général et la 8e du combiné. En 2005, il débute difficilement l'année avec de nombreuses contre-performances et des sorties de pistes avant de connaître un léger mieux au mois de janvier 2005 avec une 6e place au combiné et une 7e à la descente de Wengen, il rentre une autre fois dans le top 10 d'une descente à Garmisch-Partenkirchen avec une 9e place. Cette fois-ci c'est une 30e place au général qui l'attend. Entre-temps il prend part aux Championnats du monde 2005 de Bormio, son meilleur résultat est une 14e place en super G suivi d'une 24e place en descente, il abandonne en slalom (en seconde manche) et au combiné.
En 2006, les Jeux olympiques d'hiver de 2006 se déroulent à Turin en Italie. En début de saison, il prend une 7e place à la descente de Beaver Creek et une 8e place au combiné de Chamonix. Il monte pour la première fois sur un podium avec une 3e place au combiné de Wengen derrière Benjamin Raich et Kjetil-André Aamodt, il descend le lendemain la « Lauberhorn » (descente de Wengen) pour une 6e place. Il est tout prêt ensuite de remporter le super G de Kitzbühel où il est battu de 5 centièmes par Hermann Maier puis prend la 4e place du combiné de Kitz. Il arrive donc confiant aux Jeux olympiques où il s'aligne en descente, combiné et super G. Cependant en descente, il prend la 19e place, en combiné c'est une 9e place et en super G une 13e place. En fin de saison, il monte sur un nouveau podium lors des finales d'Åre avec une 3e place en descente derrière Svindal et Bode Miller. Il termine la saison à la 16e place du général dont une 8e place en super G et une 6e en combiné.
Lors de la saison 2007, il débute par un podium à Lake Louise en descente (3e derrière Marco Büchel et Manuel Osborne-Paradis), il échoue au pied du podium à deux reprises à Beaver Creek (4e du super combiné et de la descente). Il signe ensuite trois podiums au super G d'Hinterstoder derrière Miller, à la descente de Bormio (derrière Michael Walchhofer) et à la descente de Wengen (derrière Miller et Didier Cuche), laissant augurer de bons Championnats du monde 2007 à Åre. Il débute par une 14e place en super G, poursuit avec une 13e place en combiné et une 11e place en descente, pour terminer avec une 23e place en géant. C'est encore une nouvelle désillusion pour lui. Il finit l'année difficilement hormis deux top 10 à Kvitfjell (5e de la descente et du combiné). Malgré cet échec aux mondiaux, Fill réalise sa meilleure saison en Coupe du monde avec une 6e place et meilleur Italien au général et une 4e place au classement de la descente à 11 points du troisième Erik Guay. L'année 2008 est une année moins réussie, il ne fait aucun podium, son meilleur résultat est une 4e place au super combiné de Chamonix en janvier 2008, il a marqué quasiment deux fois moins de points que l'année précédente pour terminer à une 26e place au général.
En 2009, il débute idéalement l'année lors de la première descente pour remporter sa première victoire de sa carrière en Coupe du monde à Lake Louise le 29 novembre 2008 devant Carlo Janka (parti avec le dossard 65 et échouant à seulement 8 centièmes de Peter) et Hans Olsson, Fill avait certes été aidé par des variations météorologiques favorables où les premiers dossards furent avantagés (Fill avait le dossard 10). Il est le septième Italien de l'histoire à remporter une descente en Coupe du monde. En janvier 2009, il échoue à la 2e place du super combiné de Wengen derrière Janka puis prend la 9e place de sa descente et enfin termine 5e du super G de Kitzbühel. Il se positionne donc comme l'un des favoris en descente (8e au classement) et en combiné (5e au classement) pour les mondiaux 2009 de Val d'Isère.
Lors de sa préparation à la saison 2009-2010 en Patagonie (Argentine), il se blesse grièvement lors d'un entraînement. Il souffre d'une déchirure et de lésions aux tendons des adducteurs, blessure qui le tient écarté des pistes plusieurs semaines.

## Palmarès

### Jeux olympiques d'hiver
| Épreuve / Édition | Turin 2006 | Vancouver 2010 | Sotchi 2014 | Pyeongchang 2018 |
| Descente          | 19e        | 15e            | 7e          | 6e               |
| Super G           | 13e        | -              | 8e          | Abandon          |
| Combiné           | 9e         | -              | Abandon     | Abandon          |

### Championnats du monde
| Épreuve / Édition | St-Moritz 2003 | Bormio 2005 | Åre 2007 | Val d'Isère 2009 | Garmisch-Partenkirchen 2011 | Schladming 2013 | Saint-Moritz 2017 |
| Descente          | 20e            | 24e         | 11e      | 14e              | 14e                         | 12e             | 9e                |
| Slalom            | Abandon        | -           | -        | -                | -                           | -               | -                 |
| Slalom géant      | -              | -           | 23e      | -                | -                           | -               | -                 |
| Super G           | 13e            | 14e         | 14e      | Argent           | 9e                          | 14e             | 11e               |
| Combiné           | 11e            | Abandon     | 13e      | 5e               | Bronze                      | -               | Abandon           |

### Coupe du monde
- Meilleur classement général : 6e en 2007 et 2017.
- 3 petits globes de cristal :
  - Vainqueur du classement de la descente en 2016 et en 2017.
  - Vainqueur du classement du combiné alpin en 2018.
- 22 podiums, dont 3 victoires.

#### Détails des victoires
| Édition / Épreuve | Descente    | Super G   | Total |
| 2009              | Lake Louise | -         | 1     |
| 2016              | Kitzbühel   | -         | 1     |
| 2017              | -           | Kvitfjell | 1     |
| Total             | 2           | 1         | 3     |

#### Classements en Coupe du monde
| Saison / Classement | Saison / Classement | Général | Général | Descente | Descente | Slalom | Slalom | Slalom géant | Slalom géant | Super G | Super G | Combiné | Combiné |
| ------------------- | ------------------- | ------- | ------- | -------- | -------- | ------ | ------ | ------------ | ------------ | ------- | ------- | ------- | ------- |
| Saison / Classement | Saison / Classement | Class.  | Points  | Class.   | Points   | Class. | Points | Class.       | Points       | Class.  | Points  | Class.  | Points  |
| 2002                | 2002                | 114e    | 22      | -        | -        | -      | -      | -            | -            | 33e     | 22      | -       | -       |
| 2003                | 2003                | 65e     | 98      | 45e      | 21       | -      | -      | 28e          | 51           | 34e     | 26      | -       | -       |
| 2004                | 2004                | 40e     | 210     | 33e      | 44       | -      | -      | 44e          | 14           | 16e     | 123     | 15e     | 29      |
| 2005                | 2005                | 30e     | 266     | 19e      | 159      | -      | -      | 36e          | 32           | 30e     | 43      | 8e      | 32      |
| 2006                | 2006                | 16e     | 523     | 14e      | 166      | 50e    | 18     | 33e          | 35           | 8e      | 162     | 6e      | 142     |
| 2007                | 2007                | 6e      | 694     | 4e       | 382      | -      | -      | 25e          | 42           | 9e      | 143     | 7e      | 127     |
| 2008                | 2008                | 26e     | 373     | 14e      | 172      | -      | -      | 36e          | 40           | 27e     | 66      | 10e     | 95      |
| 2009                | 2009                | 10e     | 581     | 9e       | 271      | -      | -      | 31e          | 54           | 10e     | 130     | 8e      | 126     |
| 2010                | 2010                | 104e    | 32      | 38e      | 32       | -      | -      | -            | -            | -       | -       | -       | -       |
| 2011                | 2011                | 21e     | 368     | 17e      | 157      | -      | -      | -            | -            | 19e     | 100     | 9e      | 96      |
| 2012                | 2012                | 35e     | 269     | 22e      | 146      | -      | -      | -            | -            | 25e     | 65      | 17e     | 58      |
| 2013                | 2013                | 38e     | 280     | 24e      | 96       | -      | -      | -            | -            | 17e     | 70      | 21e     | 14      |
| 2014                | 2014                | 15e     | 432     | 12e      | 221      | -      | -      | -            | -            | 10e     | 145     | 7e      | 66      |
| 2015                | 2015                | 34e     | 234     | 20e      | 139      | -      | -      | -            | -            | 20e     | 95      | -       | -       |
| 2016                | 2016                | 10e     | 736     | 1er      | 462      | -      | -      | -            | -            | 9e      | 226     | 16e     | 48      |
| 2017                | 2017                | 6e      | 693     | 1er      | 454      | -      | -      | -            | -            | 5e      | 226     | 29e     | 13      |
| 2018                | 2018                | 16e     | 446     | 11e      | 191      | -      | -      | -            | -            | 14e     | 115     | 1er     | 140     |
| 2019                | 2019                | 140e    | 8       | 52e      | 8        | -      | -      | -            | -            | -       | -       | -       | -       |
| 2020                | 2020                | 137e    | 13      | -        | -        | -      | -      | -            | -            | 46e     | 13      | -       | -       |

### Championnats du monde junior
| Épreuve / Édition | Québec 2000 | Verbier 2001 | Tarvisio 2002 |
| Descente          | 7e          | 8e           | 11e           |
| Slalom            | Abandon     | 31e          | Disqualifié   |
| Slalom géant      | 10e         | Bronze       | -             |
| Super G           | Abandon     | Disqualifié  | Or            |

### Coupe d'Europe
- 1 victoire.

### Championnats d'Italie
- Champion du combiné en 2003, 2004, 2005 et 2009.
- Champion du slalom géant en 2004 et 2007.
- Champion du super G en 2006 et 2015.
- Champion de la descente en 2014 et 2017.